# (16078) Carolhersh
(16078) Carolhersh (1999 RG177) – planetoida z pasa głównego asteroid okrążająca Słońce w ciągu 4,05 lat w średniej odległości 2,54 j.a. Odkryta 9 września 1999 roku.